# Dominica i olympiska sommarspelen 2016
Dominica deltog med två deltagare vid de olympiska sommarspelen 2016 i Rio de Janeiro. Ingen av landets deltagare erövrade någon medalj.

## Friidrott
Förkortningar
- Notera– Placeringar avser endast det specifika heatet.
- Q = Tog sig vidare till nästa omgång
- q = Tog sig vidare till nästa omgång som den snabbaste förloraren eller, i fältgrenarna, genom placering utan att nå kvalgränsen
- NR = Nationellt rekord
- N/A = Omgången fanns inte i grenen
- Bye = Idrottaren behövde inte tävla i omgången

Fältgrenar
| Idrottare         | Gren              | Kval    | Kval      | Final            | Final            |
| Idrottare         | Gren              | Distans | Placering | Distans          | Placering        |
| ----------------- | ----------------- | ------- | --------- | ---------------- | ---------------- |
| Yordanys Durañona | Herrarnas tresteg | NM      | —         | Gick inte vidare | Gick inte vidare |
| Thea LaFond       | Damernas tresteg  | 12,82   | 37        | Gick inte vidare | Gick inte vidare |